# Heliosia charopa
Heliosia charopa là một loài bướm đêm thuộc phân họ Arctiinae, họ Erebidae.